# Blairsden
Blairsden is een plaats (census-designated place) in de Amerikaanse staat Californië, en valt bestuurlijk gezien onder Plumas County.

## Demografie
Bij de volkstelling in 2000 werd het aantal inwoners vastgesteld op 50.

## Geografie
Volgens het United States Census Bureau beslaat de plaats een oppervlakte van
1,4 km², geheel bestaande uit land. Blairsden ligt op ongeveer 1340 m boven zeeniveau.

## Plaatsen in de nabije omgeving
De onderstaande figuur toont nabijgelegen plaatsen in een straal van 8 km rond Blairsden.